# Lars Aslan Rasmussen
Lars Aslan Rasmussen, né le 31 octobre 1978 à Copenhague (Danemark), est un homme politique danois, membre de la Social-démocratie.

## Biographie
Lars Aslan Rasmussen est professeur de formation, et s'est spécialisé dans l'enseignement aux enfants atteints d'autisme.
Engagé au sein de la Social-démocratie, il est élu conseiller municipal de Copenhague lors des élections municipales de novembre 2005. Il est réélu en 2009 et en 2013,. Lors de son mandat municipal, il préside à partir de 2013 la commission pour l'enfance et la jeunesse du conseil municipal, avant de devenir en 2014 vice-président de Metroselskabet (da), l'entreprise publique propriétaire du métro de Copenhague.
Il est candidat aux élections législatives de juin 2015, mais ne parvient pas à remporter de siège, devenant seulement le premier suppléant social-démocrate dans la circonscription de Copenhague. À ce titre, il devient député au Folketing en avril 2016, après que la députée sociale-démocrate de la circonscription et ancienne Première ministre Helle Thorning-Schmidt ait annoncé sa démission en cours de législature pour rejoindre l'ONG Save the Children. Il quitte alors son mandat municipal.
Il est réélu pour un mandat complet lors des élections législatives de juin 2019. Après le scrutin, il devient le porte-parole du groupe social-démocrate pour l'Europe, et vice-président de la commission parlementaire sur les affaires européennes,. Il quitte ces rôles en 2020, quand il devient le porte-parole de son groupe pour la citoyenneté et les questions liées à la communauté LGBT.
Il est candidat à un nouveau mandat lors des élections législatives anticipées de novembre 2022, mais échoue à être réélu.